# Main Course
Main Course jedanaesti je studijski album australskog rock sastava The Bee Gees, koji izlazi u svibnju 1975.g. Ovo je njihov zadnji album kojeg objavljuje diskografska kuća Atlantic Records. Ovim albumom pokazuju određene promjene u svojem glazbenom stilu i prvi je njihov album koji uključuje disco hitove.
Produkciju je radio Arif Mardin, koji je također bio i producent na albumu Mr. Natural, dok je projekciju radio Karl Richardson u Criteria Studiju, Miami, a njihova glazba dolazi pod utjecaj R&B-a. Main Course također sadrži i debitantsko falsetto pjevanje Barryja Gibba. Njihov čuveni omot albuma osmislio je američki dizajner Drew Struzan.
Njihov zvuk je postao više tehnoloških, s upotrebom sintisajzera i dvojne bas linije (sintisajzer bas od Bluea Weavera i bas-gitara od Maurice Gibba), na mnogim skladbama.
Album je zauzeo #14 na Billboardovoj Top ljestvici albuma. Tri singla našla su se na Billboardovoj Top ljestvici singlova; "Fanny (Be Tender with My Love)" na #12, "Nights on Broadway" na #7 i "Jive Talkin'" na #1 i četvrta skladba u uživo verziji "Edge of the Universe", na #26.

## Popis pjesama
Sve skladbe skladali su Barry, Robin i Maurice Gibb, osim gdje je drugačije naznačeno.
1. "Nights on Broadway" – 4:32
2. "Jive Talkin'" – 3:43
3. "Wind of Change" (Barry Gibb, Robin Gibb) – 4:54
4. "Songbird" (B. Gibb, R. Gibb, M. Gibb, Blue Weaver) – 3:35
5. "Fanny (Be Tender with My Love)" – 4:02
6. "All This Making Love" (B. Gibb, R. Gibb) – 3:03
7. "Country Lanes" – 3:29
8. "Come on Over" (B. Gibb, R. Gibb) – 3:26
9. "Edge of the Universe" (B. Gibb, R. Gibb) – 5:21
10. "Baby as You Turn Away" – 4:23

## Izvođači
- Barry Gibb - ritam gitara, vokal
- Robin Gibb - vokal
- Maurice Gibb - bas-gitara, ritam gitara, električna gitara, vokal
- Alan Kendall - gitara, električna gitara
- Blue Weaver - klavijature
- Dennis Bryon - bubnjevi, udaraljke
- Gene Orloff - dirigent

### Produkcija
- Producent - Arif Mardin
- Projekcija - Karl Richardson , Lew Hahn

## Vanjske poveznice
- discogs.com - Bee Gees - Main Course